# 李新民 (1951年)
李新民（1951年11月—），男，汉族，河南汝南人，中华人民共和国政治人物，  2006.01-2011.10，曾任中共河南省委常委、省委政法委书记，河南省人大常委会副主任。